# Nombre de Taylor
En la dinàmica de fluids, el nombre de Taylor {\displaystyle (Ta)} és un nombre adimensional que caracteritza la importància de les «forces centrífugues» o les anomenades «forces inercials» a causa de la rotació d'un fluid al voltant d'un eix, en relació amb les forces viscoses.
En 1923, Geoffrey Ingram Taylor va introduir aquest nombre en el seu article sobre l'estabilitat del flux.

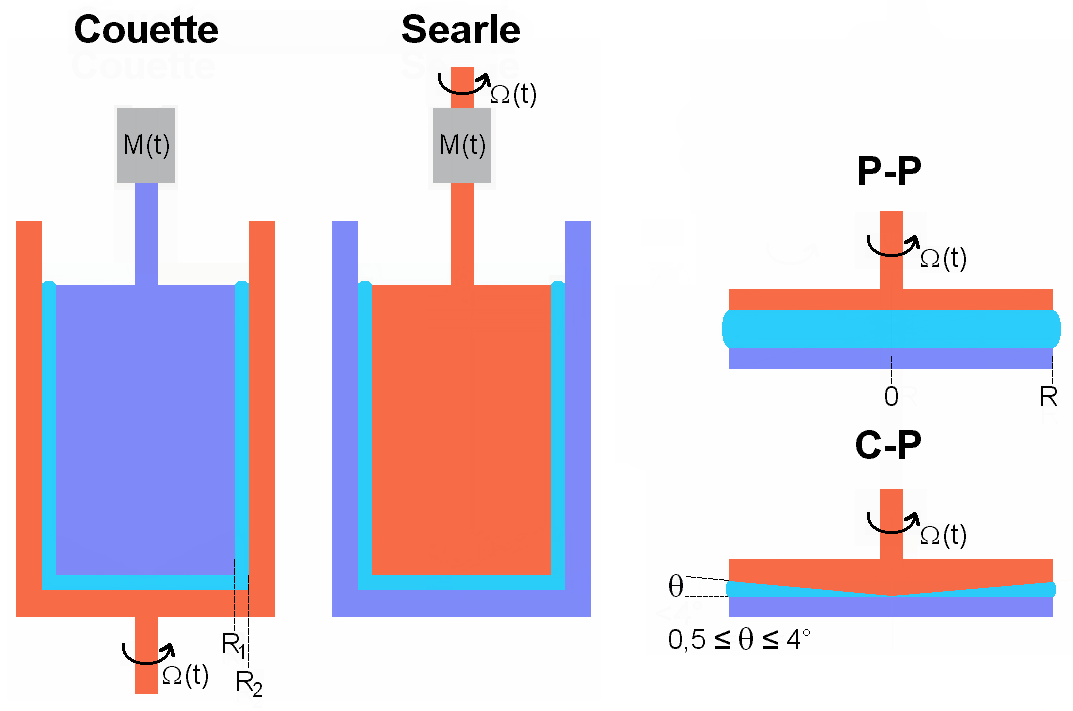
Diagrama d'un reòmetre tipus Couette, en comparació amb altres reòmetres de rotació.

El context típic del nombre de Taylor és en la caracterització del flux de Couette entre els cilindres colineals giratoris o les esferes concèntriques rotatives. En el cas d'un sistema que no gira uniformement, com el cas del flux de Couette cilíndric, on el cilindre exterior es fix i el cilindre interior gira, les forces inercials sovint tendeixen a desestabilitzar un sistema, mentre que les forces viscoses tendeixen a estabilitzar un sistema i esmorteeix les pertorbacions i les turbulències.
D'altra banda, en altres casos, l'efecte de rotació pot estar estabilitzant. Per exemple, en el cas del flux de Couette cilíndric amb discriminant de Rayleigh positiu, no hi ha inestabilitats asimètriques. Un altre exemple és una galleda on l'aigua gira uniformement (és a dir, s'ha experimentat una rotació de cos sòlid); aquí el fluid està subjecte al teorema de Taylor-Proudman, que diu que els petits moviments tendeixen a produir pertorbacions purament bidimensionals al flux rotacional global. No obstant això, en aquest cas, els efectes de la rotació i la viscositat es caracteritzen normalment pel nombre d'Ekman {\displaystyle (Ek)} i pel nombre de Rossby {\displaystyle (Ro)} en lloc del nombre de Taylor.
Hi ha diverses definicions del nombre de Taylor que no són totes equivalents, però la més comuna el dona:
{\displaystyle \mathrm {Ta} ={\frac {4\Omega ^{2}R^{4}}{\nu ^{2}}}}
on 
- {\displaystyle \Omega } = velocitat angular característica.
- {\displaystyle R} =dimensió lineal característica perpendicular a l'eix de rotació.
- {\displaystyle \nu } = viscositat cinemàtica.

En el cas de la inestabilitat inercial, com el flux de Taylor-Couette, el nombre de Taylor és matemàticament anàleg al nombre de Grashof {\displaystyle (Gr)} que caracteritza la força de les forces de flotació en relació amb les forces viscoses en la convecció. Quan la primera supera aquesta última per una relació crítica, s'estableix la inestabilitat convectiva. De la mateixa manera, en diversos sistemes i geometries, quan el nombre de Taylor supera un valor crític ({\displaystyle \mathrm {Ta_{c}} \simeq 1708}), s'estableixen inestabilitats inercials, de vegades conegudes com a inestabilitats de Taylor, que poden conduir a vòrtexs de Taylor o cèl·lules.
Un flux de Taylor-Couette descriu el comportament del fluid entre dos cilindres concèntrics en rotació. Una definició del llibre de text del número de Taylor és:
{\displaystyle \mathrm {Ta} ={\frac {\Omega ^{2}R_{1}(R_{2}-R_{1})^{3}}{\nu ^{2}}}}
on {\displaystyle R_{1}} és el radi extern del cilindre intern, i {\displaystyle R_{2}} és el radi intern del cilindre extern.